# كريونيريون (كورينثيا)
كريونيريون (Κρυονέριον) هي مدينة في كورينثيا في مقاطعة كينتريكي إلادا في اليونان.